# Огнёвка акациевая
Огнёвка акациевая (Etiella zinckenella) — бабочка из семейства огнёвок. Обитает в тропиках и субтропиках. Длина тела составляет 8—11 мм, размах крыльев — 19-27 мм. Гусеницы питаются машем, Phaseolus lunatus и другими бобовыми. Вид интродуцирован в Америку и Австралию.

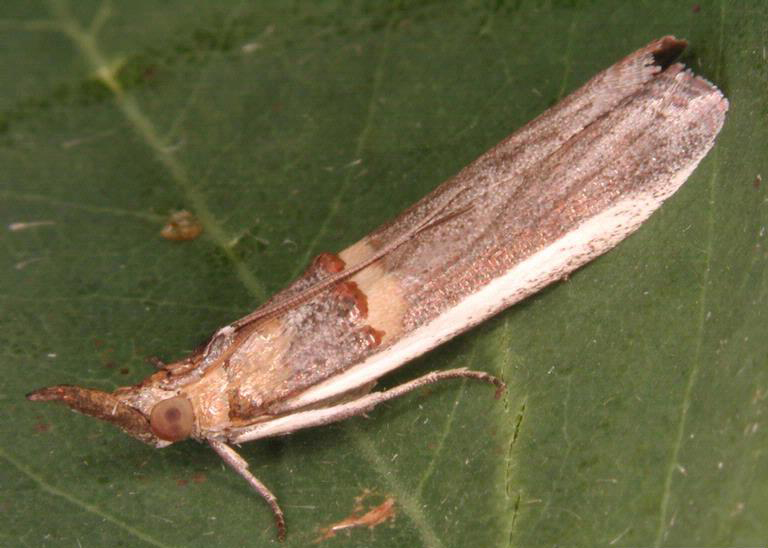

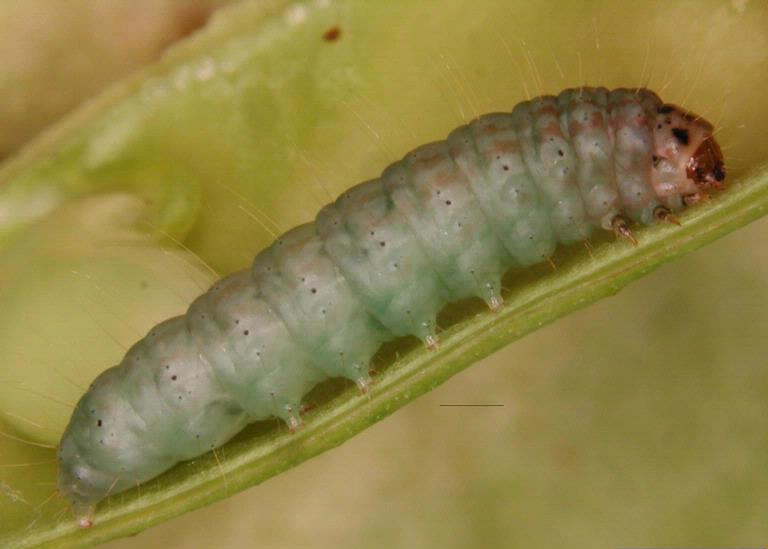
Гусеница